# Brüssow
Brüssow est une petite ville allemande située dans le land de Brandebourg, dans l'arrondissement d'Uckermark. 

## Géographie
La ville de campagne est située dans l'Uckermark, région historique dans le nord-est du Brandebourg, à mi-chemin entre la capitale régionale Prenzlau et l'agglomération de Szczecin (Stettin) en Pologne. Le territorial communal s'étendant jusqu'à la frontière avec la  Poméranie occidentale est composé de collines et de petits lacs. Les environs sont façonnés par l'agriculture. 
Sa population de Brüssow est en baisse, 2 157 habitants au 31 décembre 2008, pour 1 831 au 31 décembre 2018.

## Histoire

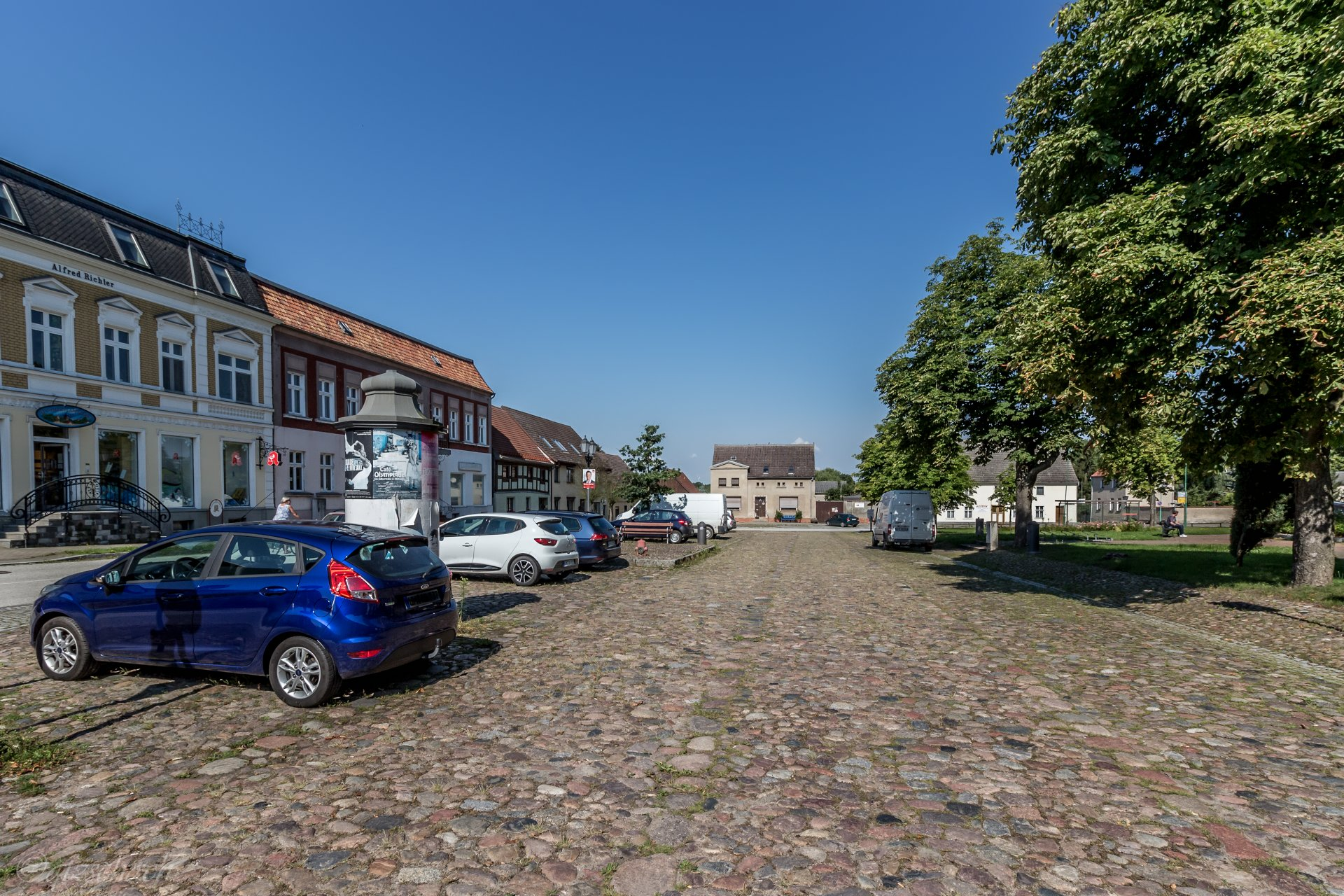
La place du marché.

Les restes d'une nécropole de tombes mégalithiques au sud de la ville indiquent que le lieu était déjà habité à l'époque de la culture des vases à entonnoir de 4200 à 2800 av. J.-C. Au haut Moyen-Âge, un hameau des Slaves (« Wendes ») vit le jour ; le nom brus tient à une langue slave, le polabe. Ces langues ont été progressivement éliminées au cours de la colonisation germanique du Xe au XIIe siècle.
Le territoire de l'ancienne marche du Nord fut reconquis par Albert l'Ours vers 1150 ; ci-après, il devint le premier souverain de la marche de Brandebourg en 1157. L'établissement de Brüssow, situé à la frontière avec le duché de Poméranie sur l'important axe commercial entre Berlin et Stettin, a reçu les droits municipaux en 1259.
De 1815 à 1945, la région faisait partie du district de Potsdam au sein de la province prussienne de Brandebourg. Le 22 octobre 1935, Adolf Hitler a offert le domaine seigneurial de Brüssow à August von Mackensen  (1849–1945), Generalfeldmarschall de l'Armée prussienne. Après la Seconde Guerre mondiale, la ville se trouvait dans la zone d'occupation soviétique, puis dans la République démocratique allemande. Elle fut incorporée dans le district de Neubrandenbourg en 1952.

## Jumelages
- Salzkotten (Allemagne) ; depuis le 16 août 1993.